# Aceratium sinuatum
Aceratium sinuatum är en tvåhjärtbladig växtart som beskrevs av M.J.E. Coode. Aceratium sinuatum ingår i släktet Aceratium och familjen Elaeocarpaceae. Inga underarter finns listade i Catalogue of Life.